# Conceição do Coité
Conceição do Coité est une municipalité brésilienne de l'État de Bahia et la microrégion de Serrinha.